# Raúl Anguiano
José Raúl Anguiano Valadez (Guadalajara, 26 de febrero de 1915- Ciudad de México, 13 de enero de 2006), fue un pintor, muralista y grabador en la Ciudad de México. Su legado artístico se preserva en el Museo de Arte Raúl Anguiano, inaugurado en 2003 en su honor.

## Trayectoria
Fue fundador en 1938 del Taller de Gráfica Popular al lado de Leopoldo Méndez, Alfredo Zalce, Pablo O'Higgins y Fernando Castro Pacheco, institución en la que desarrolló grabados y litografías partiendo de la idea de solidaridad con los trabajadores y campesinos. En el mismo año, presentó su primera exhibición individual en el Palacio de Bellas Artes de la Ciudad de México.
En 1941,  viajó a Estados Unidos país en el que estudió e impartió clases de pintura. Fue miembro fundador del Salón de la Plástica Mexicana,   institución en la que impartió clases al igual que en la Escuela Nacional de Pintura, Escultura y Grabado "La Esmeralda" y en la Universidad Nacional Autónoma de México. Anguiano perteneció a la segunda generación de muralistas, integrada también por Jorge González Camarena, Federico Cantú Garza, Juan O'Gorman y Luis Vizuet, entre otros.
Formó parte de la primera expedición a Bonampak en abril de 1949. 
Fue profesor de artistas destacados como Vicente Rojo, Ignacio Barrios, José Hernández Delgadillo, Fanny Rabel, Susana Noriega y Enrique Echeverría, entre otros.
El trabajo de Anguiano es un ingrediente importante para entender el desarrollo de nuevos movimientos artísticos en México y América del Sur a al igual que la obra de maestros como Guadalupe Posada, Leopoldo Méndez y los artistas del Taller de Gráfica Popular. Como ejemplo encontramos a Grupo Espartaco de Argentina. Ejemplos del trabajo de este grupo se encuentran en el acervo del Museo del Dibujo y la Ilustración en la ciudad de Buenos Aires, institución que organizó la muestra Resistencia y Rebeldía en el año 2008 y cuya sede fue el Centro de la Cooperación.

## Temática
Raúl Anguiano plasmó en sus obras temas vinculados al México natal, rural e indígena, las fiestas, las tradiciones y la religión hacen presencia a través de sus pinturas.  El desnudo femenino fue un tema recurrente en su quehacer artístico al igual que los paisajes que ilustraron sus viajes.
Fue alumno del maestro Juan, Ixca, era su seudónimo, en náhuatl significa alfarero—. Farías le mostró durante sus clasesestampas de Miguel Ángel, de Rafael Sanzio, del taller de Bartolomé Esteban Murillo y de Luca Giordano. De niño, observó y fue influenciado por fotografías de los murales de los denominados tres grandes (Diego Rivera, David Alfaro Siqueiros y José Clemente Orozco) gracias a las revistas que llegaban a Guadalajara. Cuando Anguiano abandonó su tierra natal, Orozco aún no había trabajado murales en la ciudad. 
Durante varios años Raúl Anguiano vivió en la Colonia Roma de la Ciudad de México, lugar en donde pintó a la gente y la vida cotidiana. 
Trabajó también el género del retrato con un fuerte carácter realista.

## Estilo
De forma innata se inclinó por una construcción geométrica rigurosa, reforzada por el estudio del pintor francés Paul Cézanne. La estructura geométrica y sólida es patente en toda su obra plástica. A través de su trabajo se aprecia un estilo claro, sencillo y vigoroso, con base en el neoclasicismo, que fue lo primero que vio en la casa de Prisciliana, su abuela paterna. Para Anguiano el dibujo es el cimiento de toda creación artística. Mediante su trabajo consolidó la práctica de un delineado fuerte que caracteriza sus composiciones pictóricas y es una clara referencia a la sólida formación de la escuela gráfica.
En palabras del crítico de arte Justino Fernández, Raúl Anguiano "ha dominado las formas con ritmos muy personales que dan resultados felices en sus composiciones, animadas por la humanidad de las líneas, de contornos emocionantes."
En la pintura Hilandera de 1958, se aprecia una gruesa pincelada negra que define la acción de una mujer que realiza sus faenas diarias. La profundidad y el efecto de movimiento son inminentes en la obra. La paleta está compuesta principalmente de azules y marrones que conviven con el sencillo mobiliario. La obra pertenece a la colección del Museo Soumaya Fundación Carlos Slim.
En palabras del artista "Mis formas de expresión se basan en el realismo, abarcan la interpretación directa y fresca de la realidad objetiva."

## Premios
Anguiano fue premiado por su trabajo en Los Ángeles, México y recibió la condecoración en la categoría de Commendatore de Italia. Algunas de las obras del reconocido artista integran colecciones en Estados Unidos, Bélgica, Polonia, China, Suecia, Francia, Argentina, Italia y México.
Fue galardonado con el Premio Nacional de Ciencias y Artes en el área de Bellas Artes en 2000,. Obtuvo en 1954 la primera distinción de Invierno del Salón de la Plástica Mexicana, y en 1956 el Congreso de Jalisco le impuso la Condecoración José Clemente Orozco. Otros reconocimientos son la Medalla de Oro del Salón Panamericana de Porto Alegre, Brasil (1958); Orden al Mérito de la República Italiana Grado Comendador (1977) y el Premio Jalisco, en 1988. Desde 1993 fue parte del Sistema Nacional de Creadores.

## Obras
Integrante de la Liga de Escritores y Artistas Revolucionarios (LEAR), la obra de Anguiano forma parte de reconocidas colecciones nacionales y extranjeras en las ciudades de México, Nueva York, San Francisco, Bruselas, así como en Polonia, China, Suecia, Francia, Argentina e Italia.
Ejemplos de su trabajo muralístico pueden apreciarse en el Centro Escolar Revolución, en la Cámara Nacional de Comercio de la ciudad de México, en el Museo Nacional de Antropología, en la Secretaría de Relaciones Exteriores y en la Procuraduría General de la República, entre otros espacios.
Realizó también dos pinturas monumentales sobre tela para el Tecnológico de Monterrey, Campus Ciudad de México  "El hombre, la palabra y la técnica" en 1998 y "La creación" en 2001.
Autor de La espina, considerada su obra cumbre, la cual ilustró durante muchos años los libros de texto gratuitos en escuelas de educación básica.
Su quehacer como ilustrador incluye libros como Expedición a Bonampak. Diario de un viaje (1959) y Mawarirra. Un viaje al mundo mágico de los huicholes (1972).
Entre los trabajos que el pintor, grabador y muralista dejó inconclusos se encuentran un mural en el Instituto Politécnico Nacional, en Zacatenco, sobre la historia de la institución, así como la restauración de la escuela Revolución, en el centro de la capital de la República.
Antes de morir se preparaba para realizar un mural en el campus principal del Instituto Politécnico Nacional (IPN).